# Michał Piwnicki
Michał Piwnicki (ur. 1771, zm. 29 maja 1845 w Żytomierzu) – drugi z rzędu biskup łucko-żytomierski (1831-1845). 

## Życiorys
Ukończył greckokatolickie seminarium duchowne w Wilnie. W czasie studiów był świadkiem ostatecznego upadku bytu państwowego Rzeczypospolitej Obojga Narodów. Wyświęcony na kapłana w 1795 przez biskupa Arseniusza Główniewskiego. W latach 1795–1797 Piwnicki był profesorem teologii w unickim seminarium duchownym we Włodzimierzu. W 1797 przeszedł na obrządek łaciński i został mianowany kanonikiem honorowym kijowskiej kapituły katedralnej oraz objął funkcję sekretarza i kierownika kancelarii biskupiej w Żytomierzu. W marcu 1815 Uniwersytet Wileński nadał mu tytuł doktora teologii i obojga praw.
Na wniosek swego poprzednika biskupa Kacpra Kazimierza Cieciszowskiego car Aleksander I mianował go 31 maja 1824 koadiutorem diecezji łucko-żytomierskiej. Stolica Apostolska zwlekała z zatwierdzeniem tej nominacji – dopiero 3 lipca 1826 papież Leon XII prekonizował go biskupem tytularnym Rama. Faktyczne rozpoczął zarządzać diecezją łucką już w 1827, kiedy Cieciszowski został mianowany arcybiskupem mohylowskim. Przebywał u jego boku w Petersburgu. Po śmierci biskupa Cieciszowskiego (28 kwietnia 1831) osiadł Piwnicki na stałe w Łucku i osobiście kierował powierzoną mu diecezją.
Za jego rządów diecezja łucka przeżyła „cały szereg bolesnych dni”. Najpierw powstanie listopadowe, jego upadek, sprowadziły bolesne konsekwencje dla Kościoła w postaci kasaty wielu kościołów (w tym 28 klasztorów i seminarium duchownego w Łucku). Dobra i majątki poklasztorne zostały skonfiskowane na rzecz skarbu rosyjskiego. Na mocy ukazów carskich także stopniowo likwidowano szkoły parafialne unickie i łacińskie, zabraniano budować nowych i remontować starych kościołów.
Na rozkaz rządu carskiego swą rezydencje wraz z konsystorzem i seminarium w 1844 musiał przenieść do Żytomierza.
Po śmierci biskupa Piwnickiego, diecezją zarządzał ksiądz Stanisław Łowecki.